# 메인프레임

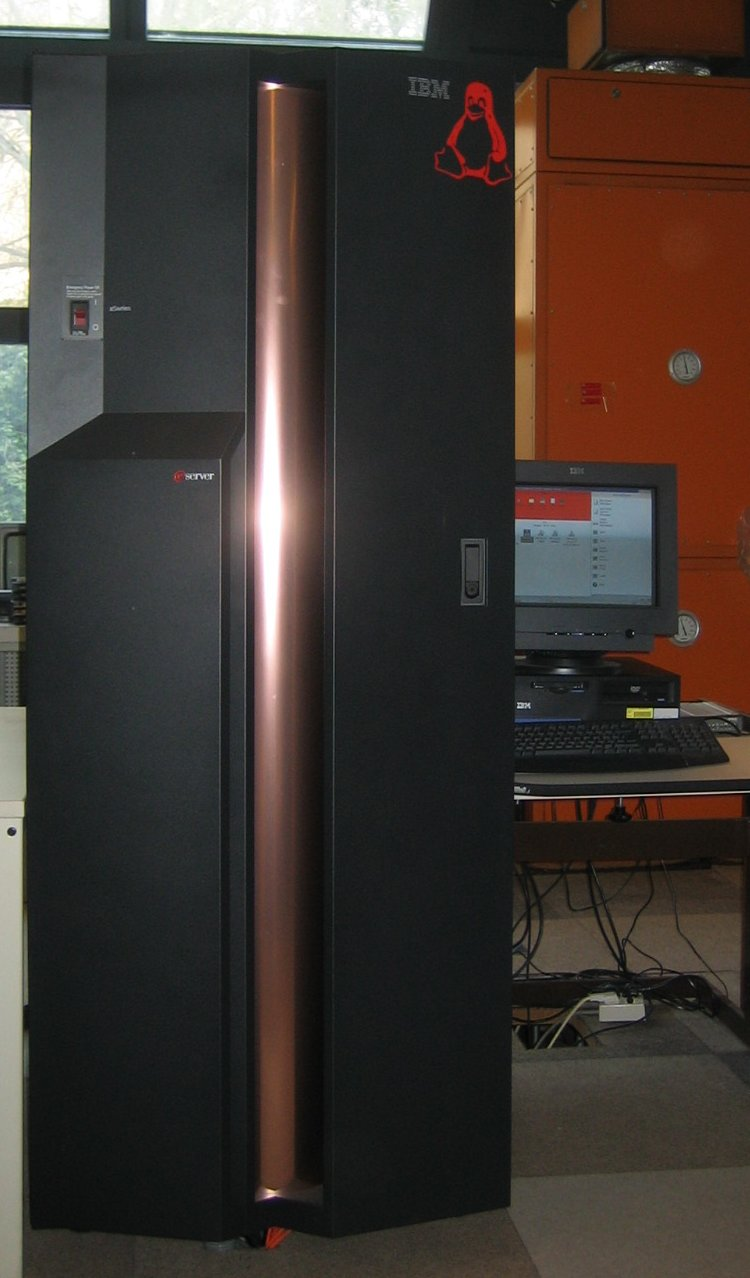
IBM z시리즈 800 (앞 좌측) 리눅스를 사용.

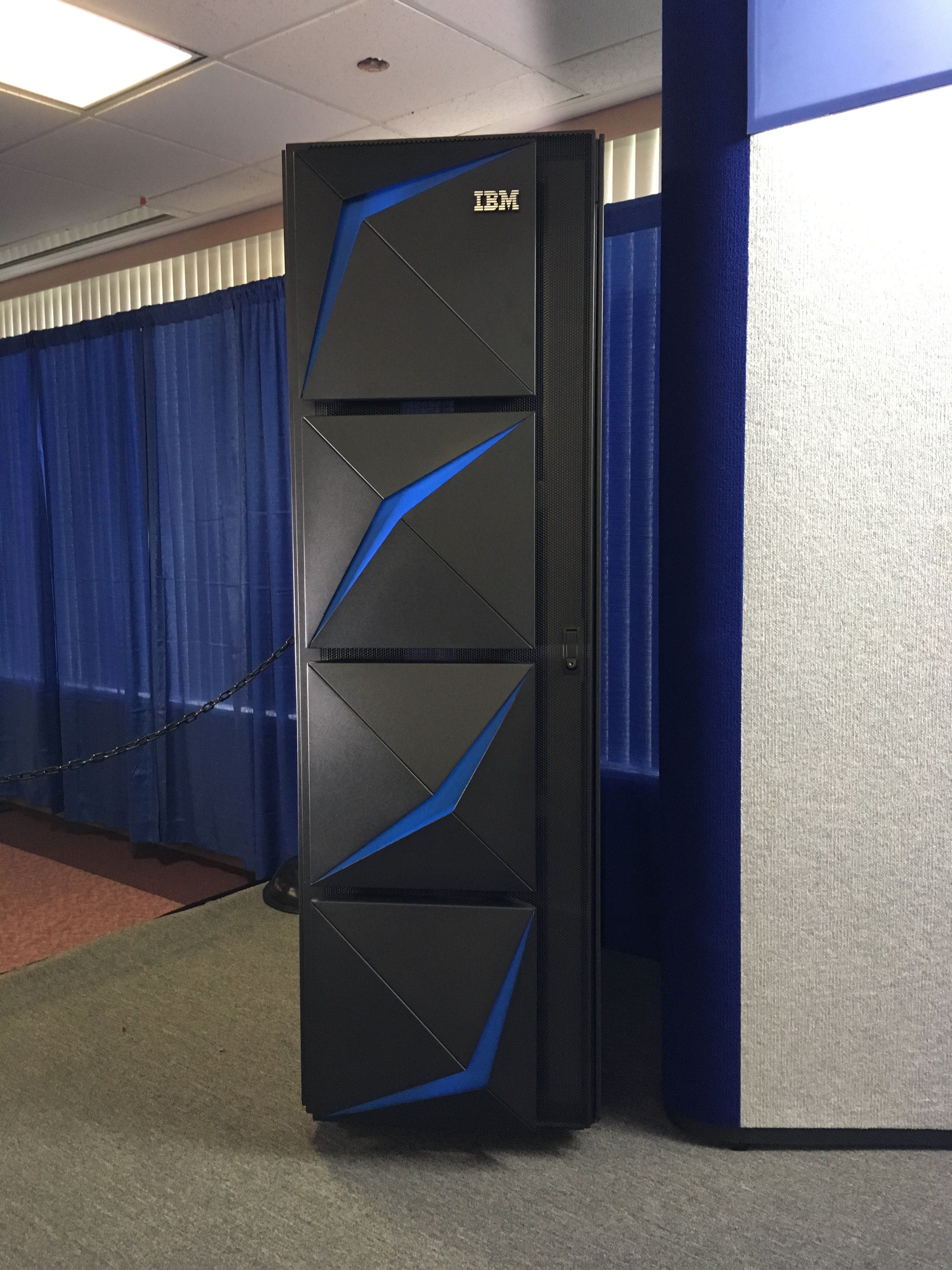
싱글 프레임 IBM z15 메인프레임. 대용량 모델은 최대 4개의 프레임을 가질 수 있다. 이 모델은 파란색 악센트를 가지고 있으며, 주황색 악센트가 있는 LinuxONE III 모델과 비교된다.

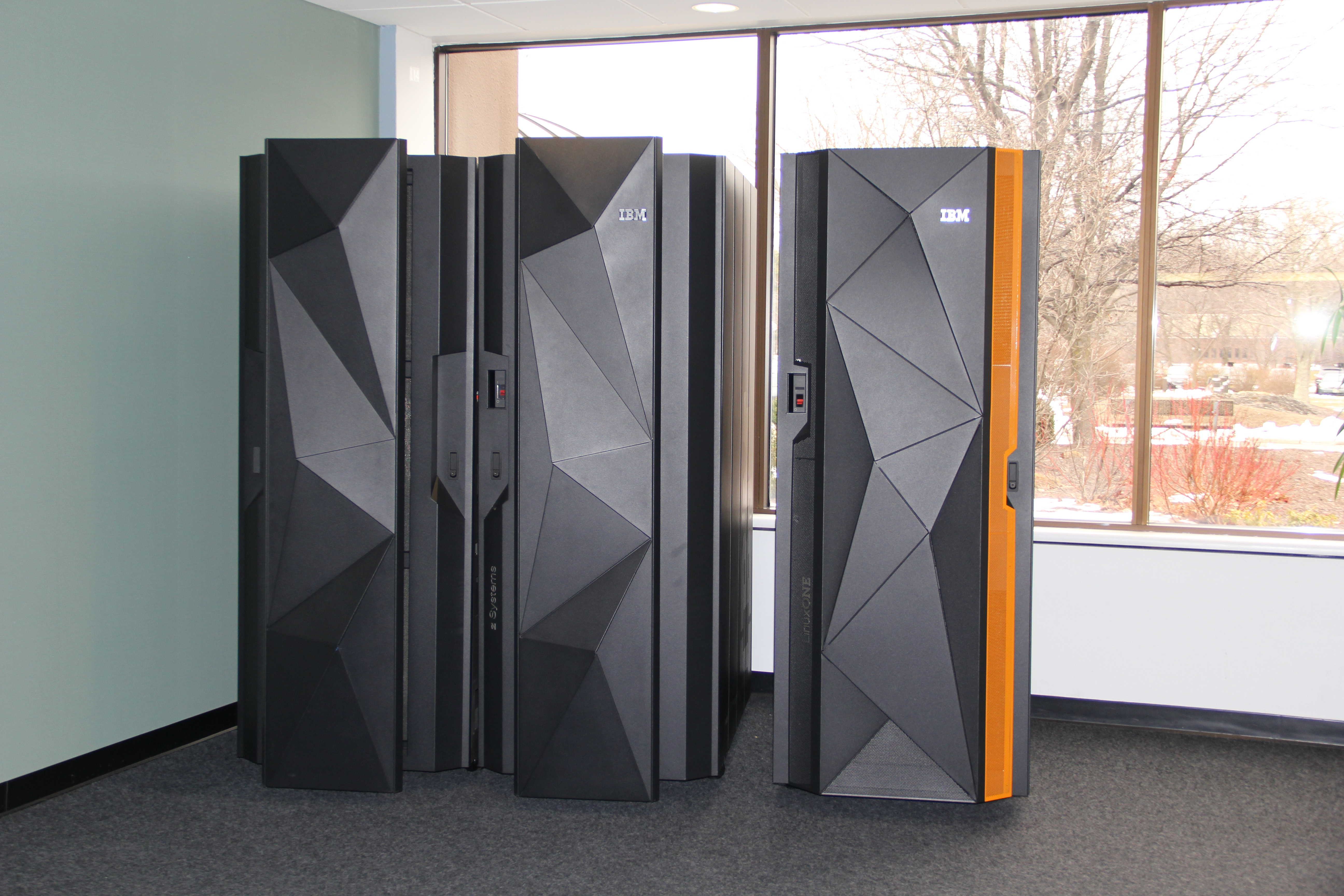
두 대의 IBM 메인프레임. 왼쪽은 IBM z Systems z13이다. 오른쪽은 IBM LinuxONE 록호퍼이다.

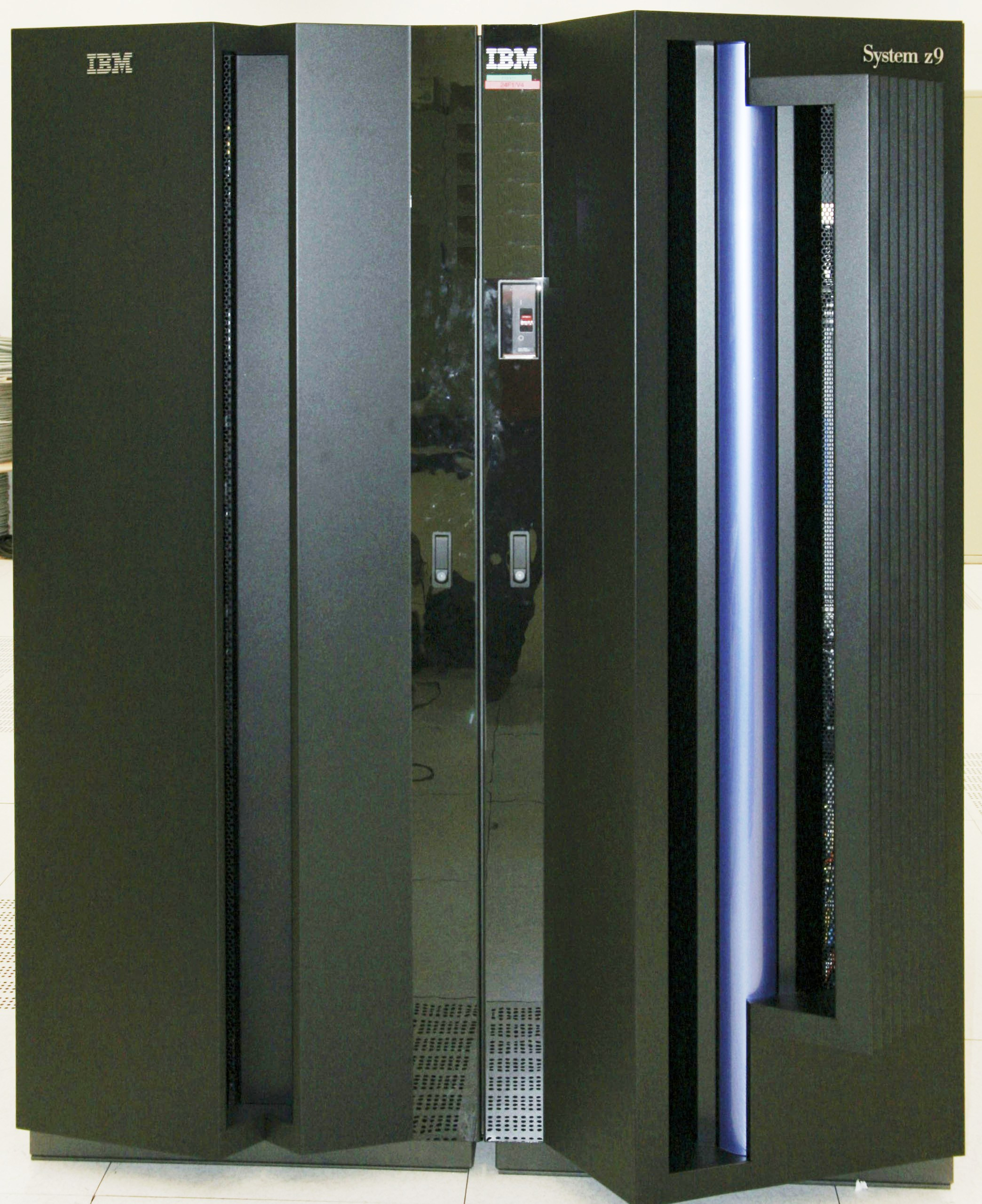
IBM 시스템 z9 메인프레임

메인프레임 컴퓨터(mainframe computer), 비공식적으로는 메인프레임(mainframe), 맥시컴퓨터(maxicomputer), 또는 빅 아이언(big iron, '큰 쇳덩이'를 의미)은 주로 대규모 조직에서 인구 조사, 산업 및 소비자 통계학, 전사적 자원 관리, 대규모 트랜잭션 처리와 같은 대량 데이터 처리와 같은 중요한 애플리케이션에 사용되는 컴퓨터이다. 메인프레임 컴퓨터는 크지만 슈퍼컴퓨터만큼 크지는 않으며 미니컴퓨터, 워크스테이션, 개인용 컴퓨터와 같은 다른 종류의 컴퓨터보다 처리 능력이 뛰어나다. 대부분의 대규모 컴퓨터 시스템 아키텍처는 1960년대에 구축되었지만 계속 진화하고 있다. 메인프레임 컴퓨터는 종종 서버로 사용된다.
메인프레임이라는 용어는 초기 컴퓨터의 중앙 처리 장치와 주요 주기억장치를 수용했던 메인 프레임이라고 불리는 큰 캐비닛에서 유래되었다. 나중에 메인프레임이라는 용어는 고성능 상업용 컴퓨터를 덜 강력한 기계와 구별하기 위해 사용되었다.

## 설계
현대 메인프레임 설계는 순수한 계산 속도보다는 다음 특징들로 정의된다.
- 높은 신뢰성과 보안을 제공하는 중복 내부 엔지니어링
- 별도의 엔진으로 오프로드할 수 있는 광범위한 입출력("I/O") 기능
- 이전 소프트웨어와의 엄격한 하위 호환성
- 대규모 처리량을 지원하기 위한 가상화를 통한 높은 하드웨어 및 컴퓨팅 활용률
- 프로세서 및 메모리와 같은 하드웨어의 핫 스와핑

메인프레임의 높은 안정성과 신뢰성 덕분에 이 기계들은 수십 년 단위로 측정되는 평균 무고장 시간(MTBF)으로 매우 오랜 시간 동안 중단 없이 작동할 수 있다.
메인프레임은 고가용성을 가지며, 이는 메인프레임이 오랜 기간 사용되는 주요 이유 중 하나이다. 왜냐하면 메인프레임은 일반적으로 가동 중단이 비용이 많이 들거나 치명적일 수 있는 애플리케이션에 사용되기 때문이다. 신뢰성, 가용성, 편리성(RAS)이라는 용어는 메인프레임 컴퓨터의 정의적인 특성이다. 이러한 기능을 구현하려면 적절한 계획과 구현이 필요하다. 또한 메인프레임은 다른 컴퓨터 유형보다 더 안전하다. NIST 취약점 데이터베이스인 US-CERT는 IBM Z(이전에는 z Systems, System z, zSeries라고 불림)와 같은 전통적인 메인프레임, Unisys Dorado, Unisys Libra를 가장 안전한 시스템 중 하나로 평가하며, 마이크로소프트 윈도우, 유닉스, 리눅스의 수천 개에 비해 취약점이 한 자릿수로 낮다. 소프트웨어 업그레이드는 일반적으로 운영체제 또는 그 일부를 설정해야 하며, IBM z/OS 및 Parallel Sysplex 또는 Unisys XPCL과 같이 작업 공유를 지원하여 하나의 시스템이 다른 시스템의 애플리케이션을 새로 고치는 동안 인계받을 수 있는 가상화 기능을 사용할 때만 중단 없이 진행된다.
1950년대 후반, 메인프레임은 기본적인 대화형 인터페이스(콘솔)만 있었고, 천공 카드 세트, 천공 테이프, 자기 테이프를 사용하여 데이터와 프로그램을 전송했다. 이들은 급여 및 고객 청구와 같은 백 오피스 기능을 지원하기 위해 일괄 처리 모드로 작동했으며, 대부분은 반복적인 테이프 기반 정렬 및 병합 작업과 미리 인쇄된 연속 용지에 라인 프린터로 인쇄하는 방식에 기반을 두었다. 대화형 사용자 단말기가 도입되었을 때, 이들은 프로그램 개발보다는 거의 전적으로 애플리케이션(예: 항공 예약)에 사용되었다. 그러나 1961년에 처음으로 소프트웨어 개발을 지원하는 학술용 범용 시분할 시스템인 CTSS가 MIT에서 IBM 709에서, 나중에는 7090과 7094에서 출시되었다. IBM 2741 및 텔레타이프 장치는 1970년대 초까지 시스템 운영자를 위한 일반적인 제어 콘솔이었지만, 궁극적으로는 컴퓨터 자판/디스플레이 장치로 대체되었다.
1970년대 초까지 많은 메인프레임은 시분할 컴퓨터로 작동하는 대화형 사용자 터미널을 갖추고 수백 명의 사용자를 동시에 지원했으며 일괄 처리도 수행했다. 사용자들은 키보드/타이프라이터 터미널, 나중에는 문자 모드 텍스트 단말기 브라운관 디스플레이와 내장 키보드, 또는 최종적으로 개인용 컴퓨터에 터미널 에뮬레이션 소프트웨어를 장착하여 접근했다. 1980년대에는 많은 메인프레임이 범용 그래픽 디스플레이 터미널과 터미널 에뮬레이션을 지원했지만, 그래픽 사용자 인터페이스는 지원하지 않았다. 이러한 형태의 최종 사용자 컴퓨팅은 그래픽 사용자 인터페이스를 갖춘 개인용 컴퓨터의 등장으로 1990년대에 구식이 되었다. 2000년 이후, 현대 메인프레임은 최종 사용자를 위한 기존의 "녹색 화면" 및 컬러 디스플레이 터미널 접근 방식을 웹 스타일 사용자 인터페이스로 부분적 또는 전체적으로 대체했다.
1990년대 중반, CMOS 메인프레임 설계가 구형 접합형 트랜지스터 기술을 대체하면서 인프라 요구 사항이 급격히 줄어들었다. IBM은 자사의 신형 메인프레임이 서버 팜에 비해 전력 및 냉각을 위한 데이터 센터 에너지 비용을 절감하고 물리적 공간 요구 사항을 줄였다고 주장했다.

## 특성

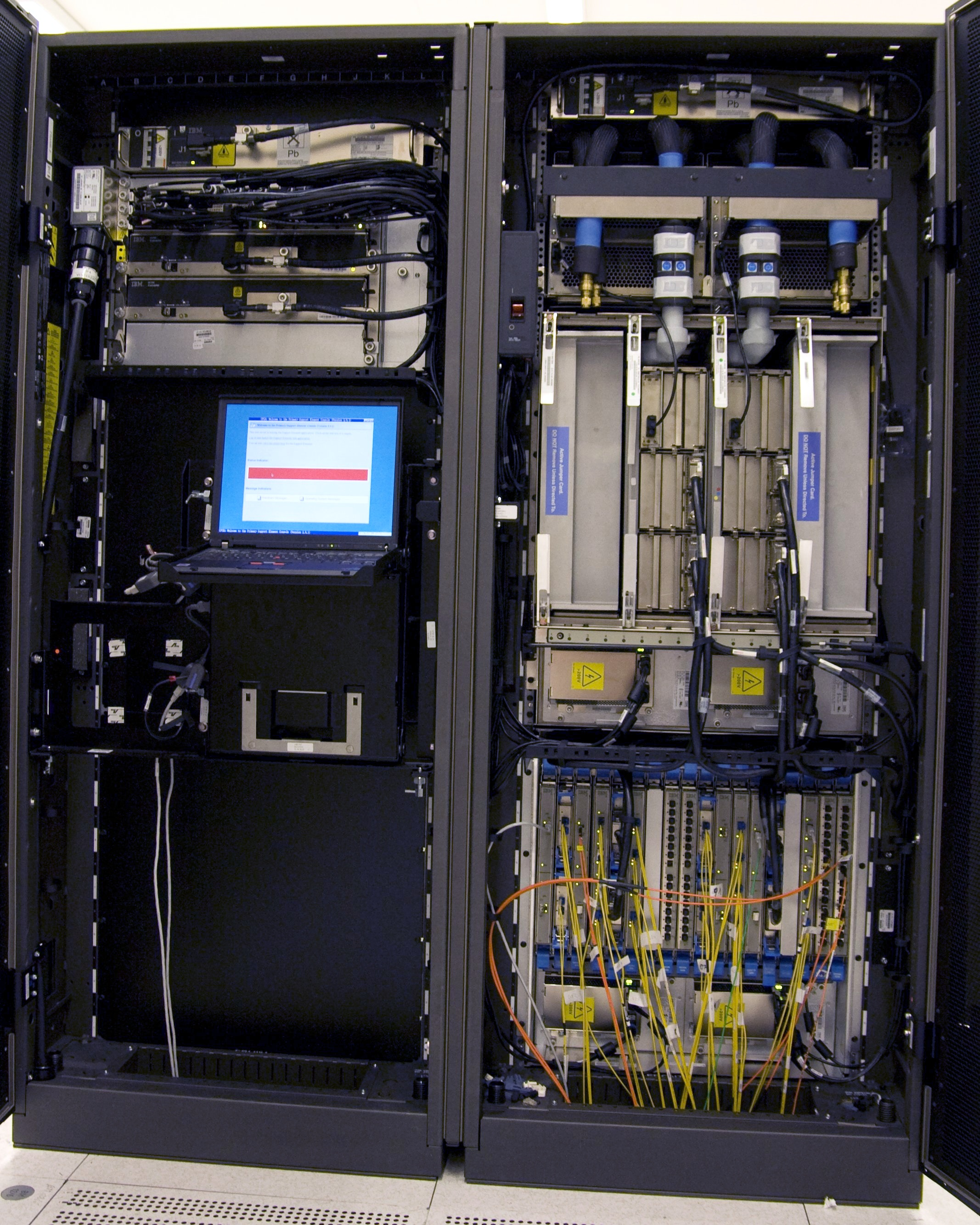
IBM 시스템 z9 메인프레임 내부. 씽크패드가 하드웨어 관리 콘솔(HMC)로 시스템에 통합되어 있다. HMC는 운영자가 하드웨어, PR/SM 구성 등을 제어하는 데 사용한다. 보조 기능은 독점 인터페이스를 통해 저성능 운영자 콘솔로 작동하는 것이다. HMC는 터미널로 지원되지 않으며, 원격 액세스는 HTTP로 제한된다. 다른 두 대의 씽크패드는 지원 요소 및 백업 HMC 역할을 한다

현대 메인프레임은 동시에 여러 다른 운영체제 인스턴스를 실행할 수 있다. 이 가상 머신 기술을 통해 애플리케이션이 물리적으로 분리된 컴퓨터에 있는 것처럼 실행할 수 있다. 이러한 역할에서 단일 메인프레임은 기존 서버에 제공되는 고기능 하드웨어 서비스를 대체할 수 있다. 메인프레임이 이러한 기능을 개척했지만, 가상화는 이제 대부분의 컴퓨터 시스템 계열에서 사용할 수 있지만, 항상 동일한 수준이나 정교함으로 가능한 것은 아니다.
메인프레임은 시스템 기능을 방해하지 않고 시스템 용량을 추가하거나 핫 스와핑할 수 있으며, 대부분의 서버 솔루션에서는 일반적으로 사용할 수 없는 수준의 정교함으로 특정성 및 세분성을 제공한다. 현대 메인프레임, 특히 IBM Z 서버는 두 가지 수준의 하드웨어 가상화를 제공한다: 논리 파티션(LPARs, PR/SM 기능을 통해) 및 가상 머신(z/VM 운영체제를 통해). 많은 메인프레임 고객은 두 대의 기계를 운영한다: 하나는 주 데이터 센터에, 다른 하나는 백업 데이터 센터에 두며, 첫 번째 건물을 영향을 미치는 재해가 발생할 경우 완전히 활성화되거나, 부분적으로 활성화되거나, 대기 상태로 유지된다. 애플리케이션 및 데이터베이스의 테스트, 개발, 교육 및 생산 작업 부하는 단일 기계에서 실행될 수 있으며, 한 기계의 용량이 제한될 수 있는 매우 큰 요구 사항은 예외이다. 이러한 두 대의 메인프레임 설치는 계획된 및 계획되지 않은 중단을 모두 피하면서 지속적인 비즈니스 서비스를 지원할 수 있다. 실제로는 많은 고객이 IBM 패러렐 시스플렉스 및 공유 DASD(IBM의 경우) 또는 EMC나 Hitachi가 제공하는 공유, 지리적으로 분산된 스토리지를 사용하여 여러 메인프레임을 연결한다.
메인프레임은 매우 높은 볼륨의 입출력(I/O)을 처리하도록 설계되었으며 처리량 컴퓨팅을 강조한다. 1950년대 후반부터, 메인프레임 설계는 I/O 장치를 관리하는 보조 하드웨어(채널 또는 주변 프로세서라고 불림)를 포함하여 CPU가 고속 메모리만 처리할 수 있도록 자유롭게 두었다. 메인프레임 환경에서는 대규모 데이터베이스와 파일을 다루는 것이 일반적이다. 기가바이트에서 테라바이트 크기의 기록 파일은 드물지 않다. 일반적인 PC와 비교하여 메인프레임은 일반적으로 수백에서 수천 배 더 많은 데이터 스토리지를 온라인으로 보유하고 있으며, 합리적으로 빠르게 액세스할 수 있다. 다른 서버 제품군도 I/O 처리를 오프로드하고 처리량 컴퓨팅을 강조한다.
메인프레임의 투자자본수익률(ROI)은 다른 컴퓨팅 플랫폼과 마찬가지로 확장성, 혼합 작업 부하 지원, 인건비 절감, 중요한 비즈니스 애플리케이션에 대한 중단 없는 서비스 제공 및 기타 여러 위험 조정 비용 요소에 따라 달라진다.
메인프레임은 또한 결함 허용 컴퓨팅을 위한 실행 무결성 특성을 가지고 있다. 예를 들어, z900, z990, System z9 및 System z10 서버는 결과 지향 명령을 사실상 두 번 실행하고, 결과를 비교하며, 차이점(명령 재시도 및 오류 격리를 통해)을 중재한 다음, 운영 체제, 애플리케이션 또는 사용자에게 영향을 미치지 않고 작동하는 프로세서(예비 프로세서 포함)로 작업 부하를 "실행 중"에 전환한다. HP의 NonStop 시스템에서도 발견되는 이 하드웨어 수준 기능은 두 프로세서가 "단계"(즉, 명령)를 함께 수행하기 때문에 록스텝(lock-stepping)이라고 알려져 있다. 모든 애플리케이션이 이러한 시스템이 제공하는 보장된 무결성을 반드시 필요로 하는 것은 아니지만, 금융 거래 처리와 같은 많은 애플리케이션은 이를 필요로 한다.

## 현재 시장
IBM은 IBM Z 시리즈를 통해 메인프레임 시장의 주요 제조업체로 남아 있다. 2000년, 히타치 제작소는 비용 분담을 위해 IBM과 zSeries z900을 공동 개발했으며, 최신 히타치 AP10000 모델은 IBM에서 제조한다. 유니시스는 이전 버로스 MCP 제품 및 스페리 유니박 OS 1100 제품 라인을 기반으로 클리어패스 리브라 메인프레임을 제조한다. 휴렛 팩커드 엔터프라이즈는 탠덤 컴퓨터를 인수하며 얻은 독특한 NonStop 시스템을 판매하며, 일부 분석가들은 이를 메인프레임으로 분류한다. 그룹 불의 GCOS, 스트라투스 오픈보스, 후지쯔(이전 지멘스) BS2000, 후지쯔-ICL VME 메인프레임은 여전히 유럽에서 사용 가능하며, 후지쯔(이전 암달)GS21 메인프레임은 전 세계적으로 사용 가능하다. NEC는 ACOS와 히타치(AP10000-VOS3)는 여전히 일본 시장에서 메인프레임 사업을 유지하고 있다.
메인프레임 개발에 대한 공급업체의 투자는 시장 점유율에 따라 달라진다. 후지쯔와 히타치는 모두 맞춤형 S/390 호환 프로세서뿐만 아니라 저가형 시스템용으로 POWER 및 제온을 포함한 다른 CPU도 계속 사용한다. 불은 아이태니엄 및 제온 프로세서의 혼합을 사용한다. NEC는 저가형 ACOS-2 라인에 제온 프로세서를 사용하지만, 고가형 ACOS-4 시리즈를 위해 맞춤형 NOAH-6 프로세서를 개발한다. IBM도 텔럼과 같은 맞춤형 프로세서를 자체 개발한다. 유니시스는 노트북부터 캐비닛 크기의 메인프레임까지 다양한 코드 호환 메인프레임 시스템을 생산하며, 자체 개발 CPU와 제온 프로세서를 사용한다. 또한, 메인프레임 구현의 성능을 관리하기 위한 소프트웨어 애플리케이션 시장이 존재한다. IBM 외에도 주요 시장 경쟁업체로는 BMC와 프리사이스리가 있으며, 이전 경쟁업체로는 컴퓨웨어와 CA 테크놀로지스가 있다.

## 역사

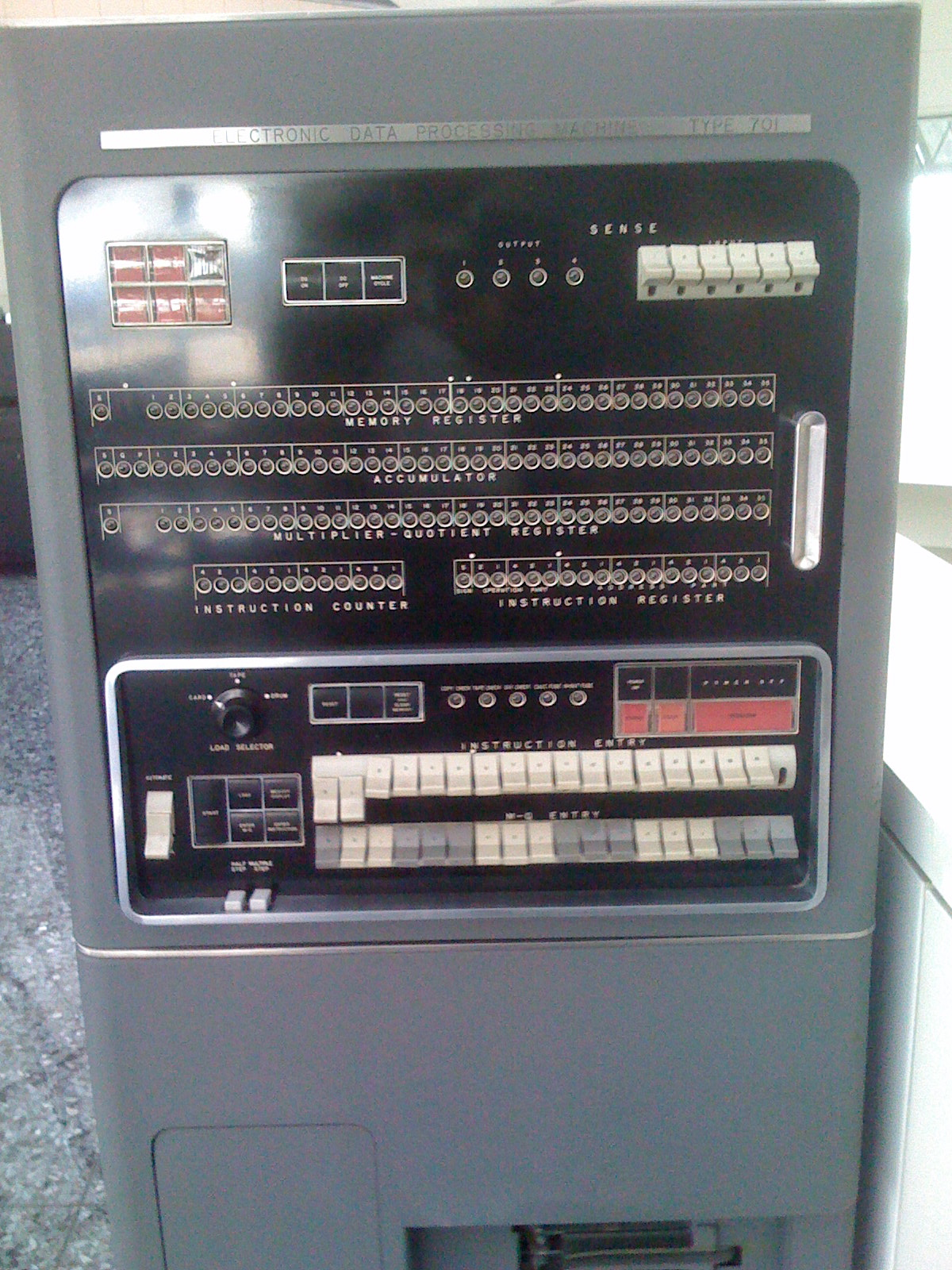
IBM 701의 운영자 콘솔

여러 제조업체와 그 후속 업체들은 1950년대부터 21세기 초까지 점진적으로 감소하는 수량과 독점 하드웨어 대신 인텔 칩 시뮬레이션으로의 점진적인 전환과 함께 메인프레임 컴퓨터를 생산했다. 미국의 제조업체 그룹은 처음에는 "IBM과 일곱 난쟁이"로 알려졌다::p.83 일반적으로 버로스, 유니박, NCR, 컨트롤 데이터, 허니웰, 제너럴 일렉트릭 및 RCA (기업)였지만 일부 목록은 달랐다. 나중에 제너럴 일렉트릭과 RCA의 이탈로 인해 IBM과 BUNCH로 불렸다. IBM의 지배력은 IBM 700/7000 시리즈에서 시작되어 나중에 360 시리즈 메인프레임 개발로 이어졌다. 후자 아키텍처는 현재의 zSeries 메인프레임으로 계속 진화했으며, 이는 당시의 버로스 및 스페리(현재 유니시스) MCP 기반 및 OS1100 메인프레임과 함께 이 초기 시대로부터 뿌리를 추적할 수 있는 몇 안 되는 현존하는 메인프레임 아키텍처 중 하나이다. IBM의 zSeries는 여전히 24비트 시스템/360 코드를 실행할 수 있지만, 64비트 IBM Z CMOS 서버는 구형 시스템과 물리적으로 공통점이 없다. 미국 외의 주요 제조업체로는 독일의 지멘스 (기업)와 텔레풍켄, 영국의 ICL, 이탈리아의 올리베티, 일본의 후지쯔, 히타치 제작소, 오키 전기공업, NEC가 있었다. 소련과 바르샤바 조약 기구 국가들은 냉전 기간 동안 IBM 메인프레임을 거의 그대로 복제했으며, BESM 시리즈와 스트렐라는 독립적으로 설계된 소련 컴퓨터의 예이다. 폴란드의 엘브로는 또 다른 동구권 제조업체였으며, ODRA, R-32, R-34 메인프레임을 생산했다.
수요 감소와 치열한 경쟁으로 1970년대 초 시장에서 셰이크아웃이 시작되었다. RCA는 UNIVAC에 매각되었고 GE는 사업을 허니웰에 매각했다. 1986년부터 1990년 사이에 허니웰은 그룹 불에 인수되었고, UNIVAC은 스페리의 한 부문이 되었으며, 나중에 버로스와 합병하여 1986년에 유니시스 코퍼레이션을 형성했다.
1984년 데스크톱 컴퓨터 판매(116억 달러)가 메인프레임 컴퓨터(114억 달러)를 처음으로 초과했다. IBM은 메인프레임 수익의 대부분을 차지했다. 1980년대 동안, 미니컴퓨터 기반 시스템은 더욱 정교해졌고 메인프레임의 하위 부분을 대체할 수 있게 되었다. 이러한 컴퓨터들은 때때로 부서 컴퓨터라고 불렸으며, 디지털 이큅먼트 코퍼레이션 VAX 시리즈가 대표적인 예였다.
1991년, AT&T 코퍼레이션은 잠시 NCR을 소유했다. 같은 기간 동안, 기업들은 마이크로컴퓨터 설계를 기반으로 한 서버가 훨씬 저렴한 가격으로 배포될 수 있으며, 당시 IT 정책 및 관행을 고려할 때 지역 사용자에게 자체 시스템에 대한 훨씬 더 큰 제어권을 제공할 수 있다는 것을 발견했다. 메인프레임 시스템과 상호 작용하는 데 사용되던 터미널은 점차 개인용 컴퓨터로 대체되었다. 결과적으로 수요는 급감했고, 새로운 메인프레임 설치는 주로 금융 서비스와 정부로 제한되었다. 1990년대 초, 업계 분석가들 사이에서는 메인프레임 플랫폼이 개인용 컴퓨터 네트워크로 점차 대체되면서 메인프레임 시장이 죽어가는 시장이라는 광범위한 합의가 있었다. 인포월드의 스튜어트 알솝(Stewart Alsop)은 마지막 메인프레임이 1996년에 플러그가 뽑힐 것이라고 악명 높게 예측했다. 1993년, 그는 컴퓨터 산업 분석가 셰릴 커리드(Cheryl Currid)의 말을 인용하여 마지막 메인프레임이 "1999년 12월 31일에 작동을 멈출 것"이라고 말했다. 이는 예상되는 2000년 문제(Y2K)에 대한 언급이었다.
이러한 추세는 1990년대 후반에 기업들이 기존 메인프레임에 대한 새로운 용도를 찾고, 전 세계 대부분 지역에서 데이터 네트워킹 비용이 급락하여 보다 중앙 집중화된 컴퓨팅으로의 추세가 촉진되면서 전환되기 시작했다. 전자상거래의 성장은 메인프레임 소프트웨어에 의해 처리되는 백엔드 트랜잭션 수뿐만 아니라 데이터베이스의 크기와 처리량을 극적으로 증가시켰다. 청구와 같은 일괄 처리는 전자상거래의 성장과 함께 더욱 중요해지고(그리고 커지고), 메인프레임은 대규모 일괄 컴퓨팅에 특히 능숙하다. 현재 메인프레임 사용을 증가시키는 또 다른 요인은 리눅스 운영 체제의 개발이며, 이는 1999년 IBM 메인프레임 시스템에 도입되었다. 리눅스를 통해 사용자는 오픈 소스 소프트웨어를 메인프레임 하드웨어의 RAS와 결합하여 활용할 수 있다. 신흥 시장, 특히 중화인민공화국의 급속한 확장 및 개발 또한 매우 어려운 컴퓨팅 문제를 해결하기 위해 주요 메인프레임 투자를 촉진하고 있다. 예를 들어, 여러 산업(은행, 보험, 신용 보고, 정부 서비스 등)에서 10억 명의 소비자를 위한 통합되고 매우 대용량의 온라인 트랜잭션 처리 데이터베이스를 제공하는 것이다. 2000년 후반, IBM은 64비트 Z/아키텍처를 도입하고 코그노스와 같은 수많은 소프트웨어 회사를 인수했으며 이러한 소프트웨어 제품을 메인프레임에 도입했다. 2000년대 IBM의 분기별 및 연간 보고서에는 일반적으로 메인프레임 수익 및 용량 출하량이 증가하는 것으로 나타났다. 그러나 IBM의 메인프레임 하드웨어 사업은 최근 서버 하드웨어 시장의 전반적인 침체나 모델 주기 효과로부터 자유롭지 못했다. 예를 들어, 2009년 4분기에 IBM의 시스템 z 하드웨어 매출은 전년 대비 27% 감소했다. 그러나 지난 2년간 MIPS(초당 백만 명령) 출하량은 연간 4% 증가했다. 알솝은 2000년에 스스로 "메인프레임의 죽음"이라는 자신의 말을 상징적으로 먹는 사진을 찍었다.
2012년, NASA는 마지막 메인프레임인 IBM System z9의 전원을 껐다. 그러나 IBM의 z9 후속작인 z10은 뉴욕 타임즈 기자로 하여금 4년 전 "메인프레임 기술—하드웨어, 소프트웨어 및 서비스—는 IBM에게 여전히 크고 수익성 있는 사업이며, 메인프레임은 여전히 세계 금융 시장과 전 세계 상업의 상당 부분 뒤에 있는 백오피스 엔진"이라고 말하게 했다. 2010년 기준, 메인프레임 기술은 IBM 매출의 3% 미만을 차지했지만, "IBM의 실적에 여전히 엄청난 역할을 했다."
IBM은 새로운 세대의 메인프레임을 계속 출시했다: 2015년 IBM z13, 2017년 z14, 2019년 z15, 그리고 2022년 z16이 출시되었으며, 후자는 "온칩 AI 가속기"와 새로운 텔럼 마이크로프로세서를 특징으로 한다.

## 슈퍼컴퓨터와의 차이점
슈퍼컴퓨터는 계산 속도 면에서 데이터 처리 능력의 선두에 있는 컴퓨터이다. 슈퍼컴퓨터는 숫자와 데이터를 처리하는 과학 및 공학 문제(고성능 컴퓨팅)에 사용되는 반면, 메인프레임은 트랜잭션 처리에 중점을 둔다. 차이점은 다음과 같다.
- 메인프레임은 비즈니스 세계에서 흔히 이해되는 상품, 서비스 또는 돈의 상업적 교환인 트랜잭션 처리(TPC-메트릭으로 측정; 대부분의 슈퍼컴퓨팅 응용 프로그램에는 사용되지 않거나 도움이 되지 않음)에 신뢰할 수 있도록 구축된다. 트랜잭션 처리 성능 협회에서 정의한 일반적인 트랜잭션은[36] 재고 관리(상품), 항공 예약(서비스) 또는 은행(돈)을 위한 데이터베이스 시스템을 레코드를 추가하여 업데이트한다. 트랜잭션은 디스크 읽기/쓰기, 운영 체제 호출 또는 CPU의 처리 속도로 측정되지 않는 한 서브시스템에서 다른 서브시스템으로의 데이터 전송과 같은 일련의 작업을 나타낼 수 있다. 트랜잭션 처리는 메인프레임에만 국한되지 않고 마이크로프로세서 기반 서버 및 온라인 네트워크에서도 사용된다.
- 슈퍼컴퓨터 성능은 초당 부동소수점 연산 수(FLOPS)로 측정되거나[37] 초당 통과된 에지 수 또는 TEPS로 측정되는데,[38] 이 메트릭은 메인프레임 애플리케이션에는 별로 의미가 없으며, 메인프레임은 때때로 MIPS(Million Instructions Per Second)로 측정되지만, 이 정의는 측정되는 명령 혼합에 따라 달라진다.[39] MIPS로 측정되는 정수 연산의 예로는 숫자 더하기, 값 확인 또는 메모리 내 데이터 이동(정보를 저장소로 이동하는 것은 메인프레임에 가장 유용하며, 메모리 내에서는 간접적으로만 도움이 됨)이 있다. 부동 소수점 연산은 주로 덧셈, 뺄셈, 곱셈(슈퍼컴퓨터의 경우 이진 부동 소수점; FLOPS로 측정됨)이며, 날씨 예측 및 핵 시뮬레이션과 같은 연속 현상을 모델링할 수 있을 만큼 충분한 정밀도를 가진다(최근에 표준화된 십진 부동소수점은 슈퍼컴퓨터에서 사용되지 않으며, 메인프레임 애플리케이션에 유용한 화폐 값과 같은 데 적합하다). 계산 속도 측면에서는 슈퍼컴퓨터가 더 강력하다.[40]

메인프레임과 슈퍼컴퓨터를 항상 명확하게 구별할 수는 없다. 1990년대 초반까지 많은 슈퍼컴퓨터는 슈퍼컴퓨팅 확장 기능을 갖춘 메인프레임 아키텍처를 기반으로 했다. 그러한 시스템의 예로는 IBM 시스템/370 메인프레임과 명령 집합 호환이며 히타치 VOS3 운영체제(MVS의 포크)를 실행할 수 있었던 HITAC S-3800이 있다. 따라서 S-3800은 슈퍼컴퓨터이자 IBM 호환 메인프레임으로 동시에 볼 수 있다.
2007년, 슈퍼컴퓨터와 메인프레임의 다양한 기술과 아키텍처의 통합으로 이른바 게임프레임이 탄생했다.

## 같이 보기
- 클라우드 컴퓨팅
- 채널 입출력